# Amit Bitton
Amit Bitton (in ebraico עמית ביטון‎?; Be'er Sheva, 24 luglio 1996) è un calciatore israeliano, difensore del Dimona.

## Palmarès

### Club

#### Competizioni nazionali
- Supercoppa d'Israele: 1

Hapoel Be'er Sheva: 2016
- Coppa Toto Al: 1

Hapoel Be'er Sheva: 2016-2017
- Coppa di Israele: 2

Bnei Yehuda: 2018-2019
Hapoel Be'er Sheva: 2019-2020